# Tour de Luxembourg 2019
Le Tour de Luxembourg 2019 est la 79e édition de cette course cycliste masculine sur route. Il a lieu du 5 au 9 juin 2019 au Luxembourg. Il se déroule en cinq étapes (dont un prologue) entre Luxembourg-ville et Luxembourg sur un parcours de 716,7 km et fait partie du calendrier UCI Europe Tour 2019 en catégorie 2.HC.
Jesús Herrada, de l'équipe Cofidis, remporte cette édition ainsi que les deux dernières étapes.

## Équipes
Dix-sept équipes participent à ce Tour de Luxembourg.
| Équipes continentales professionnelles (13)- Cofidis, Solutions Crédits - Wanty-Groupe Gobert - Euskadi Basque Country-Murias - Total Direct Énergie - Sport Vlaanderen-Baloise - Delko-Marseille Provence - Wallonie Bruxelles - Roompot-Charles - Bardiani CSF - Corendon-Circus - Rally UHC Cycling - Riwal Readynez - W52-FC Porto Équipes continentales (3)- Leopard - Differdange-GeBa - Lotto-Kern-Haus Équipe nationale- Luxembourg |
| |

## Étapes
| Étape     | Date   | Villes étapes                | type                      | Distance (km) | Vainqueur d'étape  | Leader du classement général |
| --------- | ------ | ---------------------------- | ------------------------- | ------------- | ------------------ | ---------------------------- |
| Prologue  | 5 juin | Luxembourg – Luxembourg      | prologue                  | 2,1           | Christophe Laporte | Christophe Laporte           |
| 1re étape | 6 juin | Luxembourg – Bascharage      | étape vallonnée           | 191,3         | Christophe Laporte | Christophe Laporte           |
| 2e étape  | 7 juin | Steinfort – Rosport          | étape vallonnée           | 168,6         | Pieter Weening     | Christophe Laporte           |
| 3e étape  | 8 juin | Mondorf-les-Bains – Diekirch | étape de moyenne montagne | 178,7         | Jesús Herrada      | Jesús Herrada                |
| 4e étape  | 9 juin | Mersch – Luxembourg          | étape vallonnée           | 176           | Jesús Herrada      | Jesús Herrada                |

## Déroulement de la course

### Prologue
| \| Classement de l'étape \| Classement de l'étape \| Classement de l'étape \| Classement de l'étape \| Classement de l'étape \| \| Coureur \| Coureur \| Pays \| Équipe \| Temps \| \| --------------------- \| --------------------- \| --------------------- \| -------------------------- \| --------------------- \| \| 1er \| Christophe Laporte \| France \| Cofidis, Solutions Crédits \| 3 min 13 s \| \| 2e \| Marcel Meisen \| Allemagne \| Corendon-Circus \| + 1 s \| \| 3e \| Piet Allegaert \| Belgique \| Sport Vlaanderen-Baloise \| + 1 s \| \| 4e \| Damien Gaudin \| France \| Total Direct Énergie \| + 3 s \| \| 5e \| Aimé De Gendt \| Belgique \| Wanty-Gobert \| + 3 s \| \| 6e \| Alexander Krieger \| Allemagne \| Leopard Pro Cycling \| + 3 s \| \| 7e \| Jonathan Hivert \| France \| Total Direct Énergie \| + 5 s \| \| 8e \| Kevin Geniets \| Luxembourg \| Luxembourg \| + 6 s \| \| 9e \| Anthony Perez \| France \| Cofidis, Solutions Crédits \| + 6 s \| \| 10e \| Benjamin Declercq \| Belgique \| Sport Vlaanderen-Baloise \| + 6 s \| |                    |            |                            |            |
| |                    |            |                            |            |
| Source : ProCyclingStats |                    |            |                            |            |
| Classement de l'étape |                    |            |                            |            |
| Coureur | Coureur            | Pays       | Équipe                     | Temps      |
| 1er | Christophe Laporte | France     | Cofidis, Solutions Crédits | 3 min 13 s |
| 2e | Marcel Meisen      | Allemagne  | Corendon-Circus            | + 1 s      |
| 3e | Piet Allegaert     | Belgique   | Sport Vlaanderen-Baloise   | + 1 s      |
| 4e | Damien Gaudin      | France     | Total Direct Énergie       | + 3 s      |
| 5e | Aimé De Gendt      | Belgique   | Wanty-Gobert               | + 3 s      |
| 6e | Alexander Krieger  | Allemagne  | Leopard Pro Cycling        | + 3 s      |
| 7e | Jonathan Hivert    | France     | Total Direct Énergie       | + 5 s      |
| 8e | Kevin Geniets      | Luxembourg | Luxembourg                 | + 6 s      |
| 9e | Anthony Perez      | France     | Cofidis, Solutions Crédits | + 6 s      |
| 10e | Benjamin Declercq  | Belgique   | Sport Vlaanderen-Baloise   | + 6 s      |

| \| Classement général \| Classement général \| Classement général \| Classement général \| Classement général \| \| Coureur \| Coureur \| Pays \| Équipe \| Temps \| \| ------------------ \| ------------------ \| ------------------ \| -------------------------- \| ------------------ \| \| 1er \| Christophe Laporte \| France \| Cofidis, Solutions Crédits \| 3 min 13 s \| \| 2e \| Marcel Meisen \| Allemagne \| Corendon-Circus \| + 1 s \| \| 3e \| Piet Allegaert \| Belgique \| Sport Vlaanderen-Baloise \| + 1 s \| \| 4e \| Damien Gaudin \| France \| Total Direct Énergie \| + 3 s \| \| 5e \| Aimé De Gendt \| Belgique \| Wanty-Gobert \| + 3 s \| \| 6e \| Alexander Krieger \| Allemagne \| Leopard Pro Cycling \| + 3 s \| \| 7e \| Jonathan Hivert \| France \| Total Direct Énergie \| + 5 s \| \| 8e \| Kevin Geniets \| Luxembourg \| Luxembourg \| + 6 s \| \| 9e \| Anthony Perez \| France \| Cofidis, Solutions Crédits \| + 6 s \| \| 10e \| Benjamin Declercq \| Belgique \| Sport Vlaanderen-Baloise \| + 6 s \| |                    |            |                            |            |
| |                    |            |                            |            |
| Source : ProCyclingStats |                    |            |                            |            |
| Classement général |                    |            |                            |            |
| Coureur | Coureur            | Pays       | Équipe                     | Temps      |
| 1er | Christophe Laporte | France     | Cofidis, Solutions Crédits | 3 min 13 s |
| 2e | Marcel Meisen      | Allemagne  | Corendon-Circus            | + 1 s      |
| 3e | Piet Allegaert     | Belgique   | Sport Vlaanderen-Baloise   | + 1 s      |
| 4e | Damien Gaudin      | France     | Total Direct Énergie       | + 3 s      |
| 5e | Aimé De Gendt      | Belgique   | Wanty-Gobert               | + 3 s      |
| 6e | Alexander Krieger  | Allemagne  | Leopard Pro Cycling        | + 3 s      |
| 7e | Jonathan Hivert    | France     | Total Direct Énergie       | + 5 s      |
| 8e | Kevin Geniets      | Luxembourg | Luxembourg                 | + 6 s      |
| 9e | Anthony Perez      | France     | Cofidis, Solutions Crédits | + 6 s      |
| 10e | Benjamin Declercq  | Belgique   | Sport Vlaanderen-Baloise   | + 6 s      |

### 1reétape
| \| Classement de l'étape \| Classement de l'étape \| Classement de l'étape \| Classement de l'étape \| Classement de l'étape \| \| Coureur \| Coureur \| Pays \| Équipe \| Temps \| \| --------------------- \| --------------------- \| --------------------- \| -------------------------- \| --------------------- \| \| 1er \| Christophe Laporte \| France \| Cofidis, Solutions Crédits \| 4 h 48 min 31 s \| \| 2e \| Justin Jules \| France \| Wallonie Bruxelles \| + 0 s \| \| 3e \| Eduard-Michael Grosu \| Roumanie \| Delko Marseille Provence \| + 0 s \| \| 4e \| Adrien Petit \| France \| Total Direct Énergie \| + 0 s \| \| 5e \| Kenneth Van Rooy \| Belgique \| Sport Vlaanderen-Baloise \| + 0 s \| \| 6e \| Sjoerd van Ginneken \| Pays-Bas \| Roompot-Charles \| + 0 s \| \| 7e \| Loïc Vliegen \| Belgique \| Wanty-Gobert \| + 0 s \| \| 8e \| Aksel Nõmmela \| Estonie \| Wallonie Bruxelles \| + 0 s \| \| 9e \| Andrea Pasqualon \| Italie \| Wanty-Gobert \| + 0 s \| \| 10e \| Edward Planckaert \| Belgique \| Sport Vlaanderen-Baloise \| + 0 s \| |                      |          |                            |                 |
| |                      |          |                            |                 |
| Source : ProCyclingStats |                      |          |                            |                 |
| Classement de l'étape |                      |          |                            |                 |
| Coureur | Coureur              | Pays     | Équipe                     | Temps           |
| 1er | Christophe Laporte   | France   | Cofidis, Solutions Crédits | 4 h 48 min 31 s |
| 2e | Justin Jules         | France   | Wallonie Bruxelles         | + 0 s           |
| 3e | Eduard-Michael Grosu | Roumanie | Delko Marseille Provence   | + 0 s           |
| 4e | Adrien Petit         | France   | Total Direct Énergie       | + 0 s           |
| 5e | Kenneth Van Rooy     | Belgique | Sport Vlaanderen-Baloise   | + 0 s           |
| 6e | Sjoerd van Ginneken  | Pays-Bas | Roompot-Charles            | + 0 s           |
| 7e | Loïc Vliegen         | Belgique | Wanty-Gobert               | + 0 s           |
| 8e | Aksel Nõmmela        | Estonie  | Wallonie Bruxelles         | + 0 s           |
| 9e | Andrea Pasqualon     | Italie   | Wanty-Gobert               | + 0 s           |
| 10e | Edward Planckaert    | Belgique | Sport Vlaanderen-Baloise   | + 0 s           |

| \| Classement général \| Classement général \| Classement général \| Classement général \| Classement général \| \| Coureur \| Coureur \| Pays \| Équipe \| Temps \| \| ------------------ \| ------------------ \| ------------------ \| -------------------------- \| ------------------ \| \| 1er \| Christophe Laporte \| France \| Cofidis, Solutions Crédits \| 4 h 51 min 34 s \| \| 2e \| Marcel Meisen \| Allemagne \| Corendon-Circus \| + 11 s \| \| 3e \| Piet Allegaert \| Belgique \| Sport Vlaanderen-Baloise \| + 11 s \| \| 4e \| Aimé De Gendt \| Belgique \| Wanty-Gobert \| + 13 s \| \| 5e \| Alexander Krieger \| Allemagne \| Leopard Pro Cycling \| + 13 s \| \| 6e \| Anthony Perez \| France \| Cofidis, Solutions Crédits \| + 15 s \| \| 7e \| Jonathan Hivert \| France \| Total Direct Énergie \| + 15 s \| \| 8e \| Kevin Geniets \| Luxembourg \| Luxembourg \| + 16 s \| \| 9e \| Benjamin Declercq \| Belgique \| Sport Vlaanderen-Baloise \| + 16 s \| \| 10e \| Jesús Herrada \| Espagne \| Cofidis, Solutions Crédits \| + 17 s \| |                    |            |                            |                 |
| |                    |            |                            |                 |
| Source : ProCyclingStats |                    |            |                            |                 |
| Classement général |                    |            |                            |                 |
| Coureur | Coureur            | Pays       | Équipe                     | Temps           |
| 1er | Christophe Laporte | France     | Cofidis, Solutions Crédits | 4 h 51 min 34 s |
| 2e | Marcel Meisen      | Allemagne  | Corendon-Circus            | + 11 s          |
| 3e | Piet Allegaert     | Belgique   | Sport Vlaanderen-Baloise   | + 11 s          |
| 4e | Aimé De Gendt      | Belgique   | Wanty-Gobert               | + 13 s          |
| 5e | Alexander Krieger  | Allemagne  | Leopard Pro Cycling        | + 13 s          |
| 6e | Anthony Perez      | France     | Cofidis, Solutions Crédits | + 15 s          |
| 7e | Jonathan Hivert    | France     | Total Direct Énergie       | + 15 s          |
| 8e | Kevin Geniets      | Luxembourg | Luxembourg                 | + 16 s          |
| 9e | Benjamin Declercq  | Belgique   | Sport Vlaanderen-Baloise   | + 16 s          |
| 10e | Jesús Herrada      | Espagne    | Cofidis, Solutions Crédits | + 17 s          |

### 2eétape
| \| Classement de l'étape \| Classement de l'étape \| Classement de l'étape \| Classement de l'étape \| Classement de l'étape \| \| Coureur \| Coureur \| Pays \| Équipe \| Temps \| \| --------------------- \| --------------------- \| --------------------- \| -------------------------- \| --------------------- \| \| 1er \| Pieter Weening \| Pays-Bas \| Roompot-Charles \| 4 h 00 min 23 s \| \| 2e \| Eduard-Michael Grosu \| Roumanie \| Delko Marseille Provence \| + 2 s \| \| 3e \| Andrea Pasqualon \| Italie \| Wanty-Gobert \| + 2 s \| \| 4e \| Baptiste Planckaert \| Belgique \| Wallonie Bruxelles \| + 2 s \| \| 5e \| Vincenzo Albanese \| Italie \| Bardiani CSF \| + 2 s \| \| 6e \| Nicolai Brøchner \| Danemark \| Riwal Readynez \| + 2 s \| \| 7e \| Alexander Krieger \| Allemagne \| Leopard Pro Cycling \| + 2 s \| \| 8e \| Joaquim Silva \| Portugal \| W52-FC Porto \| + 2 s \| \| 9e \| Christophe Laporte \| France \| Cofidis, Solutions Crédits \| + 2 s \| \| 10e \| Pit Leyder \| Luxembourg \| Leopard Pro Cycling \| + 2 s \| |                      |            |                            |                 |
| |                      |            |                            |                 |
| Source : ProCyclingStats |                      |            |                            |                 |
| Classement de l'étape |                      |            |                            |                 |
| Coureur | Coureur              | Pays       | Équipe                     | Temps           |
| 1er | Pieter Weening       | Pays-Bas   | Roompot-Charles            | 4 h 00 min 23 s |
| 2e | Eduard-Michael Grosu | Roumanie   | Delko Marseille Provence   | + 2 s           |
| 3e | Andrea Pasqualon     | Italie     | Wanty-Gobert               | + 2 s           |
| 4e | Baptiste Planckaert  | Belgique   | Wallonie Bruxelles         | + 2 s           |
| 5e | Vincenzo Albanese    | Italie     | Bardiani CSF               | + 2 s           |
| 6e | Nicolai Brøchner     | Danemark   | Riwal Readynez             | + 2 s           |
| 7e | Alexander Krieger    | Allemagne  | Leopard Pro Cycling        | + 2 s           |
| 8e | Joaquim Silva        | Portugal   | W52-FC Porto               | + 2 s           |
| 9e | Christophe Laporte   | France     | Cofidis, Solutions Crédits | + 2 s           |
| 10e | Pit Leyder           | Luxembourg | Leopard Pro Cycling        | + 2 s           |

| \| Classement général \| Classement général \| Classement général \| Classement général \| Classement général \| \| Coureur \| Coureur \| Pays \| Équipe \| Temps \| \| ------------------ \| ------------------ \| ------------------ \| -------------------------- \| ------------------ \| \| 1er \| Christophe Laporte \| France \| Cofidis, Solutions Crédits \| 8 h 51 min 59 s \| \| 2e \| Marcel Meisen \| Allemagne \| Corendon-Circus \| + 10 s \| \| 3e \| Aimé De Gendt \| Belgique \| Wanty-Gobert \| + 10 s \| \| 4e \| Piet Allegaert \| Belgique \| Sport Vlaanderen-Baloise \| + 11 s \| \| 5e \| Alexander Krieger \| Allemagne \| Leopard Pro Cycling \| + 13 s \| \| 6e \| Andrea Pasqualon \| Italie \| Wanty-Gobert \| + 14 s \| \| 7e \| Anthony Perez \| France \| Cofidis, Solutions Crédits \| + 15 s \| \| 8e \| Jonathan Hivert \| France \| Total Direct Énergie \| + 15 s \| \| 9e \| Kevin Geniets \| Luxembourg \| Groupama-FDJ \| + 16 s \| \| 10e \| Benjamin Declercq \| Belgique \| Sport Vlaanderen-Baloise \| + 16 s \| |                    |            |                            |                 |
| |                    |            |                            |                 |
| Source : ProCyclingStats |                    |            |                            |                 |
| Classement général |                    |            |                            |                 |
| Coureur | Coureur            | Pays       | Équipe                     | Temps           |
| 1er | Christophe Laporte | France     | Cofidis, Solutions Crédits | 8 h 51 min 59 s |
| 2e | Marcel Meisen      | Allemagne  | Corendon-Circus            | + 10 s          |
| 3e | Aimé De Gendt      | Belgique   | Wanty-Gobert               | + 10 s          |
| 4e | Piet Allegaert     | Belgique   | Sport Vlaanderen-Baloise   | + 11 s          |
| 5e | Alexander Krieger  | Allemagne  | Leopard Pro Cycling        | + 13 s          |
| 6e | Andrea Pasqualon   | Italie     | Wanty-Gobert               | + 14 s          |
| 7e | Anthony Perez      | France     | Cofidis, Solutions Crédits | + 15 s          |
| 8e | Jonathan Hivert    | France     | Total Direct Énergie       | + 15 s          |
| 9e | Kevin Geniets      | Luxembourg | Groupama-FDJ               | + 16 s          |
| 10e | Benjamin Declercq  | Belgique   | Sport Vlaanderen-Baloise   | + 16 s          |

### 3eétape
| \| Classement de l'étape \| Classement de l'étape \| Classement de l'étape \| Classement de l'étape \| Classement de l'étape \| \| Coureur \| Coureur \| Pays \| Équipe \| Temps \| \| --------------------- \| ----------------------- \| --------------------- \| -------------------------- \| --------------------- \| \| 1er \| Jesús Herrada \| Espagne \| Cofidis, Solutions Crédits \| 4 h 30 min 47 s \| \| 2e \| Maurits Lammertink \| Pays-Bas \| Roompot-Charles \| + 3 s \| \| 3e \| Anthony Turgis \| France \| Total Direct Énergie \| + 7 s \| \| 4e \| Julien El Fares \| France \| Delko Marseille Provence \| + 10 s \| \| 5e \| Baptiste Planckaert \| Belgique \| Wallonie Bruxelles \| + 13 s \| \| 6e \| Rasmus Christian Quaade \| Danemark \| Riwal Readynez \| + 13 s \| \| 7e \| Szymon Rekita \| Pologne \| Leopard Pro Cycling \| + 13 s \| \| 8e \| Pieter Weening \| Pays-Bas \| Roompot-Charles \| + 13 s \| \| 9e \| Jonas Rutsch \| Allemagne \| Team Lotto-Kern Haus \| + 13 s \| \| 10e \| Joaquim Silva \| Portugal \| W52-FC Porto \| + 13 s \| |                         |           |                            |                 |
| |                         |           |                            |                 |
| Source : ProCyclingStats |                         |           |                            |                 |
| Classement de l'étape |                         |           |                            |                 |
| Coureur | Coureur                 | Pays      | Équipe                     | Temps           |
| 1er | Jesús Herrada           | Espagne   | Cofidis, Solutions Crédits | 4 h 30 min 47 s |
| 2e | Maurits Lammertink      | Pays-Bas  | Roompot-Charles            | + 3 s           |
| 3e | Anthony Turgis          | France    | Total Direct Énergie       | + 7 s           |
| 4e | Julien El Fares         | France    | Delko Marseille Provence   | + 10 s          |
| 5e | Baptiste Planckaert     | Belgique  | Wallonie Bruxelles         | + 13 s          |
| 6e | Rasmus Christian Quaade | Danemark  | Riwal Readynez             | + 13 s          |
| 7e | Szymon Rekita           | Pologne   | Leopard Pro Cycling        | + 13 s          |
| 8e | Pieter Weening          | Pays-Bas  | Roompot-Charles            | + 13 s          |
| 9e | Jonas Rutsch            | Allemagne | Team Lotto-Kern Haus       | + 13 s          |
| 10e | Joaquim Silva           | Portugal  | W52-FC Porto               | + 13 s          |

| \| Classement général \| Classement général \| Classement général \| Classement général \| Classement général \| \| Coureur \| Coureur \| Pays \| Équipe \| Temps \| \| ------------------ \| ------------------- \| ------------------ \| -------------------------- \| ------------------ \| \| 1er \| Jesús Herrada \| Espagne \| Cofidis, Solutions Crédits \| 13 h 22 min 53 s \| \| 2e \| Maurits Lammertink \| Pays-Bas \| Roompot-Charles \| + 9 s \| \| 3e \| Anthony Turgis \| France \| Total Direct Énergie \| + 18 s \| \| 4e \| Pieter Weening \| Pays-Bas \| Roompot-Charles \| + 23 s \| \| 5e \| Andrea Pasqualon \| Italie \| Wanty-Gobert \| + 24 s \| \| 6e \| Szymon Rekita \| Pologne \| Leopard Pro Cycling \| + 25 s \| \| 7e \| Baptiste Planckaert \| Belgique \| Wallonie Bruxelles \| + 28 s \| \| 8e \| Jonas Rutsch \| Allemagne \| Team Lotto-Kern Haus \| + 29 s \| \| 9e \| Luca Wackermann \| Italie \| Bardiani CSF \| + 35 s \| \| 10e \| Julien El Fares \| France \| Delko Marseille Provence \| + 36 s \| |                     |           |                            |                  |
| |                     |           |                            |                  |
| Source : ProCyclingStats |                     |           |                            |                  |
| Classement général |                     |           |                            |                  |
| Coureur | Coureur             | Pays      | Équipe                     | Temps            |
| 1er | Jesús Herrada       | Espagne   | Cofidis, Solutions Crédits | 13 h 22 min 53 s |
| 2e | Maurits Lammertink  | Pays-Bas  | Roompot-Charles            | + 9 s            |
| 3e | Anthony Turgis      | France    | Total Direct Énergie       | + 18 s           |
| 4e | Pieter Weening      | Pays-Bas  | Roompot-Charles            | + 23 s           |
| 5e | Andrea Pasqualon    | Italie    | Wanty-Gobert               | + 24 s           |
| 6e | Szymon Rekita       | Pologne   | Leopard Pro Cycling        | + 25 s           |
| 7e | Baptiste Planckaert | Belgique  | Wallonie Bruxelles         | + 28 s           |
| 8e | Jonas Rutsch        | Allemagne | Team Lotto-Kern Haus       | + 29 s           |
| 9e | Luca Wackermann     | Italie    | Bardiani CSF               | + 35 s           |
| 10e | Julien El Fares     | France    | Delko Marseille Provence   | + 36 s           |

### 4eétape
| \| Classement de l'étape \| Classement de l'étape \| Classement de l'étape \| Classement de l'étape \| Classement de l'étape \| \| Coureur \| Coureur \| Pays \| Équipe \| Temps \| \| --------------------- \| --------------------- \| --------------------- \| -------------------------- \| --------------------- \| \| 1er \| Jesús Herrada \| Espagne \| Cofidis, Solutions Crédits \| 4 h 19 min 06 s \| \| 2e \| Jonathan Hivert \| France \| Total Direct Énergie \| + 2 s \| \| 3e \| Pit Leyder \| Luxembourg \| Leopard Pro Cycling \| + 2 s \| \| 4e \| Andrea Pasqualon \| Italie \| Wanty-Gobert \| + 2 s \| \| 5e \| Maurits Lammertink \| Pays-Bas \| Roompot-Charles \| + 6 s \| \| 6e \| Julien El Fares \| France \| Delko Marseille Provence \| + 8 s \| \| 7e \| Huub Duyn \| Pays-Bas \| Roompot-Charles \| + 9 s \| \| 8e \| Baptiste Planckaert \| Belgique \| Wallonie Bruxelles \| + 9 s \| \| 9e \| Benjamin Declercq \| Belgique \| Sport Vlaanderen-Baloise \| + 9 s \| \| 10e \| Anthony Turgis \| France \| Total Direct Énergie \| + 9 s \| |                     |            |                            |                 |
| |                     |            |                            |                 |
| Source : ProCyclingStats |                     |            |                            |                 |
| Classement de l'étape |                     |            |                            |                 |
| Coureur | Coureur             | Pays       | Équipe                     | Temps           |
| 1er | Jesús Herrada       | Espagne    | Cofidis, Solutions Crédits | 4 h 19 min 06 s |
| 2e | Jonathan Hivert     | France     | Total Direct Énergie       | + 2 s           |
| 3e | Pit Leyder          | Luxembourg | Leopard Pro Cycling        | + 2 s           |
| 4e | Andrea Pasqualon    | Italie     | Wanty-Gobert               | + 2 s           |
| 5e | Maurits Lammertink  | Pays-Bas   | Roompot-Charles            | + 6 s           |
| 6e | Julien El Fares     | France     | Delko Marseille Provence   | + 8 s           |
| 7e | Huub Duyn           | Pays-Bas   | Roompot-Charles            | + 9 s           |
| 8e | Baptiste Planckaert | Belgique   | Wallonie Bruxelles         | + 9 s           |
| 9e | Benjamin Declercq   | Belgique   | Sport Vlaanderen-Baloise   | + 9 s           |
| 10e | Anthony Turgis      | France     | Total Direct Énergie       | + 9 s           |

## Classements finals

### Classement général final
| \| Classement général \| Classement général \| Classement général \| Classement général \| Classement général \| \| Coureur \| Coureur \| Pays \| Équipe \| Temps \| \| ------------------ \| ------------------- \| ------------------ \| -------------------------- \| ------------------ \| \| 1er \| Jesús Herrada \| Espagne \| Cofidis, Solutions Crédits \| 17 h 41 min 49 s \| \| 2e \| Maurits Lammertink \| Pays-Bas \| Roompot-Charles \| + 25 s \| \| 3e \| Andrea Pasqualon \| Italie \| Wanty-Gobert \| + 36 s \| \| 4e \| Anthony Turgis \| France \| Total Direct Énergie \| + 37 s \| \| 5e \| Szymon Rekita \| Pologne \| Leopard Pro Cycling \| + 44 s \| \| 6e \| Baptiste Planckaert \| Belgique \| Wallonie Bruxelles \| + 47 s \| \| 7e \| Julien El Fares \| France \| Delko Marseille Provence \| + 54 s \| \| 8e \| Jonas Rutsch \| Allemagne \| Team Lotto-Kern Haus \| + 54 s \| \| 9e \| Luca Wackermann \| Italie \| Bardiani CSF \| + 58 s \| \| 10e \| Joaquim Silva \| Portugal \| W52-FC Porto \| + 59 s \| |                     |           |                            |                  |
| |                     |           |                            |                  |
| Source : ProCyclingStats |                     |           |                            |                  |
| Classement général |                     |           |                            |                  |
| Coureur | Coureur             | Pays      | Équipe                     | Temps            |
| 1er | Jesús Herrada       | Espagne   | Cofidis, Solutions Crédits | 17 h 41 min 49 s |
| 2e | Maurits Lammertink  | Pays-Bas  | Roompot-Charles            | + 25 s           |
| 3e | Andrea Pasqualon    | Italie    | Wanty-Gobert               | + 36 s           |
| 4e | Anthony Turgis      | France    | Total Direct Énergie       | + 37 s           |
| 5e | Szymon Rekita       | Pologne   | Leopard Pro Cycling        | + 44 s           |
| 6e | Baptiste Planckaert | Belgique  | Wallonie Bruxelles         | + 47 s           |
| 7e | Julien El Fares     | France    | Delko Marseille Provence   | + 54 s           |
| 8e | Jonas Rutsch        | Allemagne | Team Lotto-Kern Haus       | + 54 s           |
| 9e | Luca Wackermann     | Italie    | Bardiani CSF               | + 58 s           |
| 10e | Joaquim Silva       | Portugal  | W52-FC Porto               | + 59 s           |

### Classement de la montagne
| Classement de la montagne | Classement de la montagne | Classement de la montagne | Classement de la montagne  | Classement de la montagne |
| Coureur                   | Coureur                   | Pays                      | Équipe                     | Points                    |
| ------------------------- | ------------------------- | ------------------------- | -------------------------- | ------------------------- |
| 1er                       | Robin Carpenter           | États-Unis                | Rally UHC Cycling          | 36 pts                    |
| 2e                        | Alessandro Tonelli        | Italie                    | Bardiani CSF               | 17 pts                    |
| 3e                        | Delio Fernández           | Espagne                   | Delko Marseille Provence   | 15 pts                    |
| 4e                        | Dries De Bondt            | Belgique                  | Corendon-Circus            | 13 pts                    |
| 5e                        | Joaquim Silva             | Portugal                  | W52-FC Porto               | 8 pts                     |
| 6e                        | Pieter Weening            | Pays-Bas                  | Roompot-Charles            | 8 pts                     |
| 7e                        | Mauro Finetto             | Italie                    | Delko Marseille Provence   | 7 pts                     |
| 8e                        | Loïc Vliegen              | Belgique                  | Wanty-Gobert               | 6 pts                     |
| 9e                        | Szymon Rekita             | Pologne                   | Leopard Pro Cycling        | 5 pts                     |
| 10e                       | Anthony Perez             | France                    | Cofidis, Solutions Crédits | 5 pts                     |

### Classement par points
| Classement par points | Classement par points | Classement par points | Classement par points      | Classement par points |
| Coureur               | Coureur               | Pays                  | Équipe                     | Points                |
| --------------------- | --------------------- | --------------------- | -------------------------- | --------------------- |
| 1er                   | Jesús Herrada         | Espagne               | Cofidis, Solutions Crédits | 40 pts                |
| 2e                    | Eduard-Michael Grosu  | Roumanie              | Delko Marseille Provence   | 29 pts                |
| 3e                    | Andrea Pasqualon      | Italie                | Wanty-Gobert               | 26 pts                |
| 4e                    | Maurits Lammertink    | Pays-Bas              | Roompot-Charles            | 25 pts                |
| 5e                    | Pieter Weening        | Pays-Bas              | Roompot-Charles            | 23 pts                |
| 6e                    | Baptiste Planckaert   | Belgique              | Wallonie Bruxelles         | 23 pts                |
| 7e                    | Jonathan Hivert       | France                | Total Direct Énergie       | 21 pts                |
| 8e                    | Julien El Fares       | France                | Delko Marseille Provence   | 18 pts                |
| 9e                    | Marcel Meisen         | Allemagne             | Corendon-Circus            | 16 pts                |
| 10e                   | Anthony Turgis        | France                | Total Direct Énergie       | 14 pts                |

### Classement du meilleur jeune
| Classement du meilleur jeune | Classement du meilleur jeune | Classement du meilleur jeune | Classement du meilleur jeune | Classement du meilleur jeune |
| Coureur                      | Coureur                      | Pays                         | Équipe                       | Temps                        |
| ---------------------------- | ---------------------------- | ---------------------------- | ---------------------------- | ---------------------------- |
| 1er                          | Anthony Turgis               | France                       | Total Direct Énergie         | 17 h 42 min 26 s             |
| 2e                           | Szymon Rekita                | Pologne                      | Leopard Pro Cycling          | + 7 s                        |
| 3e                           | Jonas Rutsch                 | Allemagne                    | Team Lotto-Kern Haus         | + 17 s                       |
| 4e                           | Pit Leyder                   | Luxembourg                   | Leopard Pro Cycling          | + 43 s                       |
| 5e                           | Kevin Geniets                | Luxembourg                   | Groupama-FDJ                 | + 57 s                       |
| 6e                           | Benjamin Declercq            | Belgique                     | Sport Vlaanderen-Baloise     | + 57 s                       |
| 7e                           | Otto Vergaerde               | Belgique                     | Corendon-Circus              | + 1 min 04 s                 |
| 8e                           | Rémy Rochas                  | France                       | Delko Marseille Provence     | + 1 min 10 s                 |
| 9e                           | Vincenzo Albanese            | Italie                       | Bardiani CSF                 | + 1 min 34 s                 |
| 10e                          | Piet Allegaert               | Belgique                     | Sport Vlaanderen-Baloise     | + 1 min 42 s                 |

### Classement par équipes
| Classement par équipes | Classement par équipes     | Classement par équipes | Classement par équipes |
| Équipe                 | Équipe                     | Pays                   | Temps                  |
| ---------------------- | -------------------------- | ---------------------- | ---------------------- |
| 1re                    | Roompot-Charles            | Pays-Bas               | 53 h 08 min 45 s       |
| 2e                     | Delko-Marseille Provence   | France                 | + 47 s                 |
| 3e                     | Sport Vlaanderen-Baloise   | Belgique               | + 1 min 39 s           |
| 4e                     | Leopard                    | Luxembourg             | + 1 min 45 s           |
| 5e                     | Cofidis, Solutions Crédits | France                 | + 3 min 09 s           |
| 6e                     | Wallonie Bruxelles         | Belgique               | + 3 min 38 s           |
| 7e                     | Total Direct Énergie       | France                 | + 4 min 05 s           |
| 8e                     | Wanty-Groupe Gobert        | Belgique               | + 4 min 31 s           |
| 9e                     | Bardiani CSF               | Italie                 | + 5 min 23 s           |
| 10e                    | Corendon-Circus            | Belgique               | + 5 min 44 s           |

## Classements UCI
La course attribue le même nombre de points pour l'UCI Europe Tour 2019 et le Classement mondial UCI (pour tous les coureurs).
| Position           | 1er | 2e  | 3e  | 4e  | 5e | 6e | 7e | 8e | 9e | 10e | 11e | 12e | 13e | 14e | 15e | 16e à 30e | 31e à 40e |
| Classement général | 200 | 150 | 125 | 100 | 85 | 70 | 60 | 50 | 40 | 35  | 30  | 25  | 20  | 15  | 10  | 5         | 3         |
| Par étape          | 20  | 10  | 5   |     |    |    |    |    |    |     |     |     |     |     |     |           |           |
| Leader, par étape  | 5   |     |     |     |    |    |    |    |    |     |     |     |     |     |     |           |           |

## Évolution des classements
| Étape              | Vainqueur          | Classement général | Classement de la montagne | Classement par points | Classement du meilleur jeune | Classement par équipes |
| ------------------ | ------------------ | ------------------ | ------------------------- | --------------------- | ---------------------------- | ---------------------- |
| P                  | Christophe Laporte | Christophe Laporte | non-attribué              | Christophe Laporte    | Piet Allegaert               | Cofidis                |
| 1                  | Christophe Laporte | Christophe Laporte | Robin Carpenter           | Christophe Laporte    | Piet Allegaert               | Cofidis                |
| 2                  | Pieter Weening     | Christophe Laporte | Robin Carpenter           | Christophe Laporte    | Aimé De Gendt                | Cofidis                |
| 3                  | Jesús Herrada      | Jesús Herrada      | Robin Carpenter           | Eduard-Michael Grosu  | Anthony Turgis               | Roompot-Charles        |
| 4                  | Jesús Herrada      | Jesús Herrada      | Robin Carpenter           | Jesús Herrada         | Anthony Turgis               | Roompot-Charles        |
| Classements finals | Classements finals | Jesús Herrada      | Robin Carpenter           | Jesús Herrada         | Anthony Turgis               | Roompot-Charles        |